# The Farmer's Wife
The Farmer's Wife är en brittisk romantisk komedifilm från 1928 i regi av Alfred Hitchcock. Filmen är baserad på Eden Phillpotts pjäs The Farmer's Wife från 1916.

## Rollista
- Jameson Thomas - Samuel Sweetland
- Lillian Hall-Davis - Araminta Dench, hans hushållerska
- Gordon Harker - Churdles Ash, hans vaktmästare
- Gibb McLaughlin - Henry Coaker
- Maud Gill - Thirza Tapper
- Louie Pounds - Änkan Windeatt
- Olga Slade - Mary Hearn, posttjänsteman
- Ruth Maitland - Mercy Bassett
- Antonia Brough - Susan
- Haward Watts - Dick Coaker
- Mollie Ellis - Sibley "Tibby" Sweetland (ej krediterad)